# Жылыбулак (Павлодарская область)
Жылыбулак (каз. Жылыбұлақ) — село в Щербактинском районе Павлодарской области Казахстана. Расположено в 35 км к юго-западу от районного центра — села Шарбакты и в 70 км к востоку от областного центра — города Павлодара. Административный центр Жылыбулакского сельского округа. Код КАТО — 556839100.

## История
Село было центральной усадьбой бывшего мясо-молочного колхоза «Кызыл тан» (Красная заря), организованного в 1930 году. В 1950—1969 годах колхоз назывался «30 лет Казахской ССР».

## Население
В 1985 году в селе проживало 877 человек. В 1999 году численность населения села составляла 615 человек (303 мужчины и 312 женщин). По данным переписи 2009 года, в селе проживало 356 человек (180 мужчин и 176 женщин).